# The Sin of Olga Brandt
The Sin of Olga Brandt é um filme mudo norte-americano de 1915, do gênero drama, dirigido por Joe De Grasse e estrelado por Lon Chaney. O filme é agora considerado perdido.

## Elenco
- Pauline Bush - Olga Brandt
- William C. Dowlan - Rev. John Armstrong
- Lon Chaney - Stephen Leslie
- Cleo Madison
- Charles Manley - Deacon Jellice